# Jean Willems
Jean Willems is een voormalig Belgisch hockeyer.

## Levensloop
Willems was actief bij Gantoise en KHC Dragons. Als speler van laatsgenoemde ploeg behaalde hij drie landstitels.  Ook ontving hij tweemaal de Gouden Stick, met name in 1992 en 1999. Daarnaast was hij actief bij het Belgisch hockeyteam. In totaal verzamelde hij 302 caps.
Na zijn spelerscarrière ging hij aan de slag als coach bij Herakles. Na een  seizoen maakte hij de overstap naar Royal Orée, alwaar hij vier seizoenen de ploeg aanstuurde. Vervolgens werd hij aangesteld als T2 onder hoofdcoach Eric Verboom bij KHC Dragons. Na twee seizoenen volgde hij Verboom op in deze hoedanigheid. Als hoofdcoach van de Dragons won hij viermaal de landstitel (2015, 2016, 2017 en 2018) en werd hij eenmaal tweede en eenmaal vierde. Ook won hij met deze club een zilveren (2013) en twee bronzen medailles (2014 en 2017) in de Euro Hockey League. Na een sabbatjaar ging hij in seizoen 2020-'21 aan de slag als trainer van de Waterloo Ducks. Hier volgde hij Xavier de Greve op.
Ook zijn zonen Louis en Tommy zijn actief in het hockey. Van beroep is Willems 'business line director' bij 'Domo Sports Grass', een kunstgrasmerk.